# Ignacio Maganto
Ignacio Maganto Pérez (Madrid, 2 januari 1992) is een Spaans betaald voetballer die bij voorkeur als vleugelspeler speelt. 

## Clubcarrière
Maganto spendeerde vijf seizoenen in de jeugd bij het Spaanse Getafe. Hij kreeg de mogelijkheid zich aan te sluiten bij het B–team van Getafe, maar koos ervoor om in de Verenigde Staten bij Iona College te gaan voetballen. In vier seizoenen bij Iona speelde hij in eenenzeventig wedstrijden, waarin hij zevenentwintig doelpunten maakte en veertien assists gaf.
Op 15 januari 2015 werd Maganto als eenentwintigste gekozen in de MLS SuperDraft 2015 door Los Angeles Galaxy. Op 22 maart debuteerde hij voor LA Galaxy II tegen Real Monarchs SLC. Zijn debuut voor het eerste van LA Galaxy maakte hij op 2 mei 2015, tegen Colorado Rapids. Op 31 mei 2015 maakte hij tegen New England Revolution zijn eerste doelpunt voor de club.
In juli 2016 maakte de Spanjaard de overstap naar de Kroatische eersteklasser Hajduk Split. Al na een half jaar vertrok Maganto bij de Kroatische club uit Split.